# قائمة حلقات بن 10: إليين فورس
أصبح عمر «بن تنيسون» 15 عامًا، وصار يدرس في المرحلة الثانوية، وقرَّر التخلِّي عن ساعة «الأومنتريكس» العجيبة، وإلغاءها من حياته، من أجل العودة إلى حياته الطبيعية.
لم تستمر الأمور على هذه الحال؛ حيث يجد «بن تن» نفسه أمام مغامرة جديدة، بعد اختفاء جدِّه «ماكس» في ظروف غامضة؛ نتيجة غزو قوات غريبة شريرة للأرض، وأمام ذلك، يصبح على «بن تن» العودة من جديد للاستعانة بساعة «الأومنتريكس»، حتى يستطيع إنقاذ جدّه «ماكس».
لا يخوض «بن 10» تلك المغامرة بمفرده؛ حيث يعاونه في إنجاز مهمة إنقاذ جده «ماكس» كل من ابنة عمه «جوين»، وعدوه السابق «كيفين ليفين»، وعدد من أعوانه، فما الذي ينتظره من مفاجآت خلال رحلة بحثه عن جدِّه؟ وهل ينجح في إنقاذه وهزيمة قوى الشر؟
هذه قائمة حلقات بن 10: إليين فورس على سبيس تون.

## نظرة على السلسلة
| الموسم | الموسم | الحلقات | تاريخ البث العربي | تاريخ البث العربي |
| الموسم | الموسم | الحلقات | بداية السلسلة     | نهاية السلسلة     |
| ------ | ------ | ------- | ----------------- | ----------------- |
|        | 1:     | 13      | 18 أبريل 2008     | 31 أغسطس 2008     |
|        | 2:     | 13      | 10 أكتوبر 2008    | 27 مارس 2009      |
|        | 3:     | 20      | 11 سبتمبر 2009    | 26 مارس 2010      |

## الحلقات

### الموسم الأول
| الرقم في السلسلة | الرقم في الموسم | العنوان                               | تاريخ البث العربي |
| ---------------- | --------------- | ------------------------------------- | ----------------- |
| 01               | 01              | «عودة الكائنات الفضائية الجزء الاول»  | 18 ابريل 2008     |
| 02               | 02              | «عودة الكائنات الفضائية الجزء الثاني» | 18 ابريل 2008     |
| 03               | 03              | «كل يحدث عن الطقس»                    | 26 ابريل 2008     |
| 04               | 04              | «الرقم القياسي لكيفن»                 | 03 مايو 2008      |
| 05               | 05              | «ما كل هذا اللمعان»                   | 10 مايو 2008      |
| 06               | 06              | «ماكس في الخارج»                      | 17 مايو 2008      |
| 07               | 07              | «ضغط الرصيف»                          | 31 مايو 2008      |
| 08               | 08              | «من ما تصنع مخلوقات الطاقة؟»          | 07 يونيو 2008     |
| 09               | 09              | «القفاز»                              | 14 يونيو 2008     |
| 10               | 10              | «الإنتقال»                            | 05 يوليو 2008     |
| 11               | 11              | «كن... فارساّ»                         | 12 يوليو 2008     |
| 12               | 12              | «المتحولون»                           | 19 يوليو 2008     |
| 13               | 13              | «الحرس الملكي»                        | 31 اغسطس 2008     |

### الموسم الثاني
| الرقم في السلسلة | الرقم في الموسم | العنوان                   | تاريخ البث العربي |
| ---------------- | --------------- | ------------------------- | ----------------- |
| 14               | 01              | «ظهور النجمة السوداء»     | 10 أكتوبر 2008    |
| 15               | 02              | «وحدنا معا»               | 17 أكتوبر 2008    |
| 16               | 03              | «نسخة جيدة، نسخة سيئة»    | 24 أكتوبر 2008    |
| 17               | 04              | «الرقصة الأخيرة»          | 07 نوفمبر 2008    |
| 18               | 05              | «المستتر»                 | 14 نوفمبر 2008    |
| 19               | 06              | «ألمشروع ألخاص»           | 21 نوفمبر 2008    |
| 20               | 07              | «على الأرض»               | 26 نوفمبر 2008    |
| 21               | 08              | «الفراغ»                  | 05 ديسمبر 2008    |
| 22               | 09              | «داخل رجل»                | 12 ديسمبر 2008    |
| 23               | 10              | «طيور الريشة»             | 24 مارس 2009      |
| 24               | 11              | «من تحت الأرض»            | 25 مارس 2009      |
| 25               | 12              | «حرب العالم الجزء الأول»  | 27 مارس 2009      |
| 26               | 13              | «حرب العالم الجزء الثاني» | 27 مارس 2009      |

### الموسم الثالث
| الرقم في السلسلة | الرقم في الموسم | العنوان                        | تاريخ البث العربي |
| ---------------- | --------------- | ------------------------------ | ----------------- |
| 27               | 01              | «انتقام فيلغاس الأول»          | 11 سبتمبر 2009    |
| 28               | 02              | «انتقام فيلغاس الجزء الثاني»   | 11 سبتمبر 2009    |
| 29               | 03              | «الجحيم»                       | 18 سبتمبر 2009    |
| 30               | 04              | «الذهب المزيف»                 | 25 سبتمبر 2009    |
| 31               | 05              | «البساطة»                      | 09 أكتوبر 2009    |
| 32               | 06              | «لا تخافوا من»                 | 16 أكتوبر 2009    |
| 33               | 07              | «صاحب الرأس الواحد»            | 23 أكتوبر 2009    |
| 34               | 08              | «إذا سقط الآخرون»              | 06 نوفمبر 2009    |
| 35               | 09              | «طريق سحرية»                   | 13 نوفمبر 2009    |
| 36               | 10              | «مدينة الأشباح»                | 20 نوفمبر 2009    |
| 37               | 11              | «المبادلة»                     | 04 ديسمبر 2009    |
| 38               | 12              | «االعلبة النشيطة»              | 11 ديسمبر 2009    |
| 39               | 13              | «موقف راث»                     | 08 يناير 2010     |
| 40               | 14              | «الأول»                        | 15 يناير 2010     |
| 41               | 15              | «الوقت يشفي الجراح»            | 22 يناير 2010     |
| 42               | 16              | «سر كروماستون»                 | 29 يناير 2010     |
| 43               | 17              | «يوم مثالي»                    | 12 مارس 2010      |
| 44               | 18              | «الثأر»                        | 19 مارس 2010      |
| 45               | 19              | «المعركة الأخيرة الجزء الأول»  | 26 مارس 2010      |
| 46               | 20              | «المعركة الأخيرة الجزء الثاني» | 26 مارس 2010      |